# Carlos del Coso
Carlos del Coso Iglesias (* 24. April 1933 in Madrid) ist ein ehemaliger spanischer Hockeyspieler. Er gewann 1960 mit der spanischen Nationalmannschaft die olympische Bronzemedaille.

## Karriere
Der nur 1,65 m große Torwart des Club de Campo Villa de Madrid nahm dreimal als Stammtorwart an Olympischen Spielen teil. Bei den Olympischen Spielen 1960 in Rom gewann die spanische Mannschaft ihre Vorrundengruppe mit zwei Siegen und einem Unentschieden gegen die Briten. Nach einem Sieg im Viertelfinale gegen die Neuseeländer und einer Halbfinalniederlage gegen die Mannschaft Pakistans trafen die Spanier im Spiel um den dritten Platz erneut auf die Briten und gewannen mit 2:1. Vier Jahre später bei den Olympischen Spielen 1964 in Tokio erreichten die Spanier in der Vorrunde den zweiten Platz hinter der indischen Mannschaft. Wie vier Jahre zuvor unterlagen die Spanier im Halbfinale der Mannschaft Pakistans. Im Spiel um den dritten Platz verloren sie gegen die Australier mit 2:3. 1968 bei den Olympischen Spielen in Mexiko-Stadt erreichten die Spanier in der Vorrunde den vierten Platz unter den acht Mannschaften in ihrer Gruppe. In den Platzierungsspielen belegten sie den sechsten Platz in der Gesamtwertung. 1963 stand Carlos del Coso bei den Mittelmeerspielen in Neapel im Tor seiner Mannschaft, die den zweiten Platz hinter der ägyptischen Mannschaft erreichte.